# A Little Bit (canção de Nina Åström)
"A Little Bit" (em português: "Um pouco")  foi a canção que representou a Finlândia no Festival Eurovisão da Canção 2000 que se disputou em Estocolmo, capital da Suécia-
A referida canção foi interpretada em inglês por Nina Åström. Ela foi escolhida pelo júri como a representante da Finlândia naquela competição, apesar do televoto ter escolhido "Sleepwalker" (interpretada pela banda Nightwish.  Foi a vigésima canção a ser interpretada na noite do festival, a seguir à canção da Macedónia "100% te ljubam", cantada pela banda XXL e antes da canção da Letónia "My Star, interpretada pela banda letã "Brainstorm. A canção da Finlândia terminou em 18.º lugar (entre 24 participantes), tendo recebido 18 pontos. Devido aos fracos resultados, a Finlândia ficou impedida de participar no ano seguinte, em 2001, mas regressaria em 2002, com a canção  "Addicted to You" que foi interpretada por Laura.

## Autores
- Letrista: Gerrit aan 't Goor
- Compositor: Luca Genta

## Letra
A canção aborda o sentimento de amor em relação ao lugar de nascimento, independentemente de donde possa estar.